# 第2回オースティン映画批評家協会賞
第2回オースティン映画批評家協会賞は、オースティン映画批評家協会が2006年の映画に贈る賞である。

## トップ10
1. 『ユナイテッド93』
2. 『ディパーテッド』
3. 『パンズ・ラビリンス』
4. 『BRICK ブリック』
5. 『トゥモロー・ワールド』
6. 『ボラット 栄光ナル国家カザフスタンのためのアメリカ文化学習』
7. 『クィーン』
8. 『リトル・チルドレン』
9. 『プレステージ』
10. 『ファウンテン 永遠につづく愛』

## 受賞
- 作品賞:
  - 『ユナイテッド93』

- 監督賞:
  - アルフォンソ・キュアロン - 『トゥモロー・ワールド』

- 主演男優賞:
  - レオナルド・ディカプリオ - 『ディパーテッド』

- 主演女優賞:
  - エリオット・ペイジ - 『ハードキャンディ』

- アニメ映画賞:
  - 『カーズ』

- ドキュメンタリー映画賞:
  - This Film Is Not Yet Rated

- 外国語映画賞:
  - 『パンズ・ラビリンス』 ( メキシコ スペイン アメリカ合衆国)

- 脚色賞:
  - 『トゥモロー・ワールド』 - アルフォンソ・キュアロン

- 脚本賞:
  - 『パンズ・ラビリンス』 - ギレルモ・デル・トロ

- 助演男優賞:
  - ジャック・ニコルソン - 『ディパーテッド』

- 助演女優賞:
  - 菊地凛子 - 『バベル』

- ブレイクスルー・アーティスト賞:
  - ジェニファー・ハドソン - 『ドリームガールズ』

- 第一回作品賞:
  - ライアン・ジョンソン - 『BRICK ブリック』

- オースティン映画賞:
  - 『スキャナー・ダークリー』 - リチャード・リンクレイター

| オースティン映画批評家協会賞      | オースティン映画批評家協会賞                   | オースティン映画批評家協会賞      |
| --------------------------------- | ---------------------------------------------- | --------------------------------- |
| 前回 （2005年度）                 | 第2回オースティン映画批評家協会賞 （2006年度） | 次回（2007年度）                  |
| 第1回オースティン映画批評家協会賞 | 第2回オースティン映画批評家協会賞 （2006年度） | 第3回オースティン映画批評家協会賞 |